# Charles d'Irumberry de Salaberry
Pour les articles homonymes, voir de Salaberry.
Pour les autres membres de la famille, voir Famille d'Irumberry de Salaberry.
Charles d'Irumberry de Salaberry (15 juillet 1659 - 24 juillet 1734) est un homme d'État français.

## Biographie
Les parents de Charles de Salaberry étaient Charles-Simon d'Irumberry de Salaberry (décédé en 1690) et Marie-Poncette Morel de Boistiroux (décédée en 1697).
Charles de Salaberry fut maître à la Chambre des Comptes à partir de 1691. En 1692 et en 1704, il fut appelé aux États de la Noblesse du royaume de Navarre. Il occupa le poste de bailli d'épée de la souveraineté d'Arches. 
Le 2 octobre 1710, Charles de Salaberry fut nommé président de la Chambre des Comptes, une nomination confirmée par lettres du 20 octobre 1710.
En 1698, il devint maître des comptes et premier commis de Monsieur de Pontchartrain. En 1726, il fut nommé conseiller du Roi en ses conseils, ayant préalablement occupé le poste de président de la Chambre des Comptes.
Il épousa Françoise d'Arbon de Bellou en 1676, dont plusieurs enfants :
- Charles François d'Irumberry de Salaberry, seigneur de Mareuil (décédé en 1750)
- Joseph-Charles d'Irumberry de Salaberry,
- Louis-Charles-Vincent d'Irumberry de Salaberry,
- Anne-Charlotte d'Irumberry de Salaberry,
- Louis-Charles d'Irumberry de Salaberry (1700-1777).

Rigaud a réalisé son portrait vers 1694-1695,,.

## Sources et bibliographie
- Pierre-Georges Roy, La famille d'Irumberry de Salaberry, Lévis, Québec, Nabu Press, 2010 (1re éd. 1905) (ISBN 978-1-149-42722-4 et 1-149-42722-1, OCLC 11537970)
- Roman, 1919, p. 45
- Perreau, 2013, p. 115-116
- James-Sarazin, 2016, p. 153 (2003/2, cat. I, n°379).